# エネルギーの経済効率

エネルギーインテンシティー GNP (2004) PPP 2000 USD.

エネルギーの経済効率（エネルギーのけいざいこうりつ）は経済上のエネルギー資源の消費効率の尺度である。エネルギー資源の経済効率を評価するために消費エネルギーとGDP PPPを比較したものである。

## 定義
国際エネルギー機関(IEA)やアメリカ合衆国エネルギー省(EIA/DOE)でエネルギーインテンシティー(Energy Intensity)、国際連合の経済社会理事会(Economic and Social Affairs)でGDP当たりのエネルギー消費 (Energy Uses per Unit of GDP)と定義しているもので、総一次エネルギーをGDP PPPで割って得られる、GDP当たりのエネルギー消費量である(1ドルのGDP PPPを生産するのに費やしたエネルギーでいわば対GDPエネルギー消費指数）。
その逆数であるGDP PPPを総一次エネルギーで割った、エネルギー当たりの生産金額をエネルギー効率(Energy Efficiency)としている資料もある(対エネルギーGDP生産指数)。どちらも分子分母が逆転しているだけで比較しているものは同じである。自動車の燃費をリッター当たりのキロ数(燃料効率)で表すか、100km走るのに何リッター(燃料消費)かの表現の違いと同様である。

## 要因
多くの事がこの指数に影響を与える。各国の平均生活水準、気候の違いなどは大きく指数を変動させる。しかしながら特に寒冷地や熱帯では暖房や冷房にエネルギーが消費されるからといって効率が悪い訳ではなく、より物質的生活水準に依存するところが大きい。
エネルギーを消費して生産される物資や、使用上エネルギーを消費する各機器の普及率やそれら機器のエネルギー効率、運輸インフラの整備状況、建物の断熱状況、車の普及率やそれらの平均燃費など様々な要素がこの指数に影響を与える。また生産活動がエネルギー依存の少ない(例えば農業)の比率が高くなれば見かけのエネルギー効率は良くなる。など一律に各国を比較することは困難である。同様の生活レベルで同程度の生産性の国では温暖な気候にある国のほうがエネルギー効率は良くなる。
またIEAやEIAで集計している一次エネルギーはあくまで市場で取引されたエネルギーであり、小規模もしくは自給に近い薪や炭や泥炭、水車、風車等のエネルギー消費は計上されていない。

## エネルギーインテンシティー
エネルギーインテンシティーとは対GDPエネルギー消費指数であり、消費一次燃料をGDP PPPで割って得られる数値である。GDP PPP1ドル分を生産するのに費やしたエネルギーの量として表す。
(年間消費一次エネルギー)/(GDP PPP)=生産金額当たりの消費エネルギー
単位はメガジュール/米ドル(MJ/US$)である。他にもエネルギーをtoe、Btu、boeに換算したものもある。
高い数値(エネルギー)は生産により多くのエネルギーを消費する事を意味する。低いほど国としてのエネルギー効率が良い事を表す。
各国のエネルギー消費率は国際エネルギー機関やアメリカ合衆国エネルギー省のサイトで一覧できる。国際エネルギー機関のサイトでは3年前の数値が無料で公開されている。アメリカ合衆国エネルギー省のサイトでは毎年4月に2年前迄の実績と以降の予測値を発表している。各国のデータの集計方法や計算・推定の方法論などの違いで機関ごとの公表値は必ずしも一致しないので注意。下記の外部リンク参照。

## エネルギー生産効率

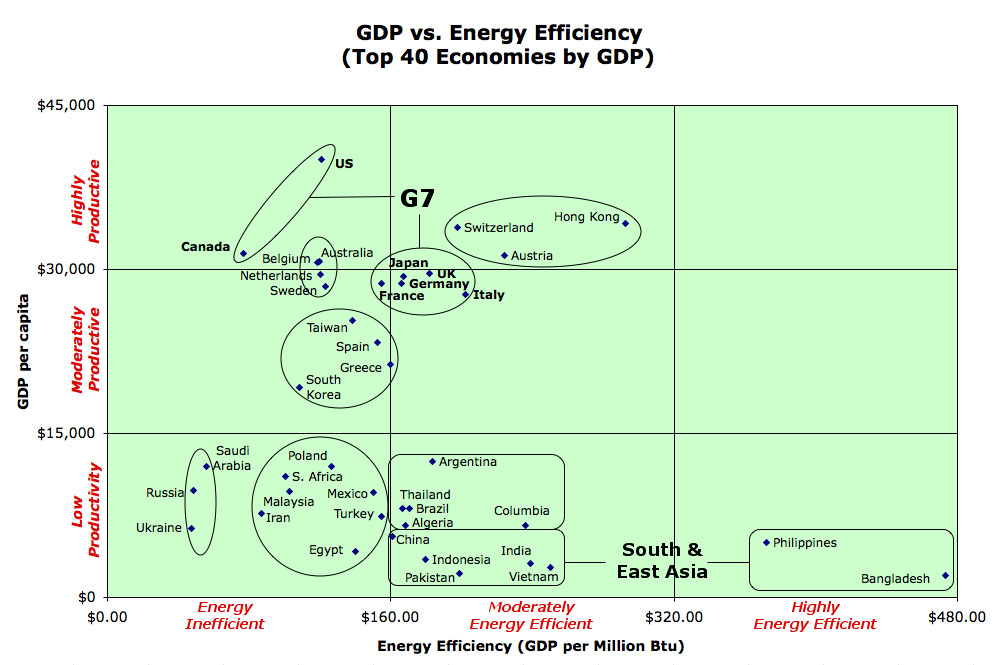
一人当たりのGDPとエネルギーの生産効率 GDPトップ40ヶ国

英語ではEnergy Efficiency(エネルギー効率)と呼んでいるが、熱工学のEnergy Efficiency(エネルギー効率)と区別するため、ここではエネルギー生産効率とする。上記のエネルギーインテンシティーの逆数であり、分子・分母を入れ替えたものである。GDPをエネルギーで割って得られる数値はエネルギー当たりのGDP金額であり、一定のエネルギー消費に対して生産される金額を示す。
(GDP PPP)/(年間消費一次エネルギー)=消費エネルギー当たりの生産金額
単位は米ドル/メガジュール(US$/MJ)である。他にもエネルギーをtoe、Btu、boeに換算したものもある。
リッター当たりのキロ数同様、数値が高いほどエネルギー効率が良いことになる。この指標は一定のエネルギー消費に対し生産されるGDP PPPの金額、言い換えるとエネルギーの生産性、エネルギー消費のROIを表す。金額が大きいほどエネルギー効率が良い。

### 各国のエネルギー生産効率
ノート参照

データはEIAより
、BtuはTOEへ換算。